# Javier Garrido
Javier Garrido (ur. 15 marca 1985 w Irun) – hiszpański piłkarz grający na pozycji lewego obrońcy. Obecnie gra w UD Las Palmas.

## Kariera klubowa
Javier Garrido zawodową karierę rozpoczął w 2004 w Realu Sociedad. Już w pierwszym sezonie występów w tej drużynie wywalczył sobie miejsce w podstawowej jedenastce i rozegrał 28 ligowych pojedynków. Real Sociedad zakończył rozgrywki Primera División dopiero na czternastej pozycji, a w kolejnym sezonie spadł o dwie lokaty niżej. W rozgrywkach 2006/2007 „Txuri-Urdin” zajęli przedostatnie miejsce w lidze i spadli do Segunda División.
Garrido postanowił zmienić klub i ostatecznie 2 sierpnia 2007 podpisał czteroletni kontrakt z angielskim Manchesterem City. Włodarze „The Citizens” zapłacili za hiszpańskiego zawodnika półtora miliona funtów. W nowym zespole Garrido zadebiutował 11 sierpnia tego samego roku w pojedynku przeciwko West Hamowi United. Wychowanek Realu Sociedad został pierwszym Baskiem w historii, który trafił do Manchesteru City. Sezon 2007/2008 Garrido wraz z drużyną zakończył na dziewiątym miejscu w Premier League. Pierwszego gola dla City Hiszpan zdobył 5 października 2008 w przegranym 2:3 meczu z Liverpoolem skutecznie wykorzystując rzut wolny.
30 lipca 2010 Garrido przeszedł za ok. 2,5 mln funtów do rzymskiego S.S. Lazio. 16 sierpnia 2012 roku został wypożyczony do klubu Premier League, Norwich City. Po sezonie na stałe przeniósł się do „Kanarków”. 7 sierpnia 2015 roku przeniósł się do UD Las Palmas.

## Kariera reprezentacyjna
Garrido ma za sobą występy w młodzieżowych reprezentacjach Hiszpanii, dla których łącznie rozegrał 33 mecze. Z drużyną do lat 19 w 2004 wywalczył mistrzostwo Europy juniorów.